# Кентерберийская равнина
Кентерберийская равнина — самая обширная низменность Новой Зеландии, основной земледельческий и животноводческий район страны. Расположена на восточном побережье Южного острова, в регионе Кентербери. Протяжённость равнины около 320 км, ширина 64 км.

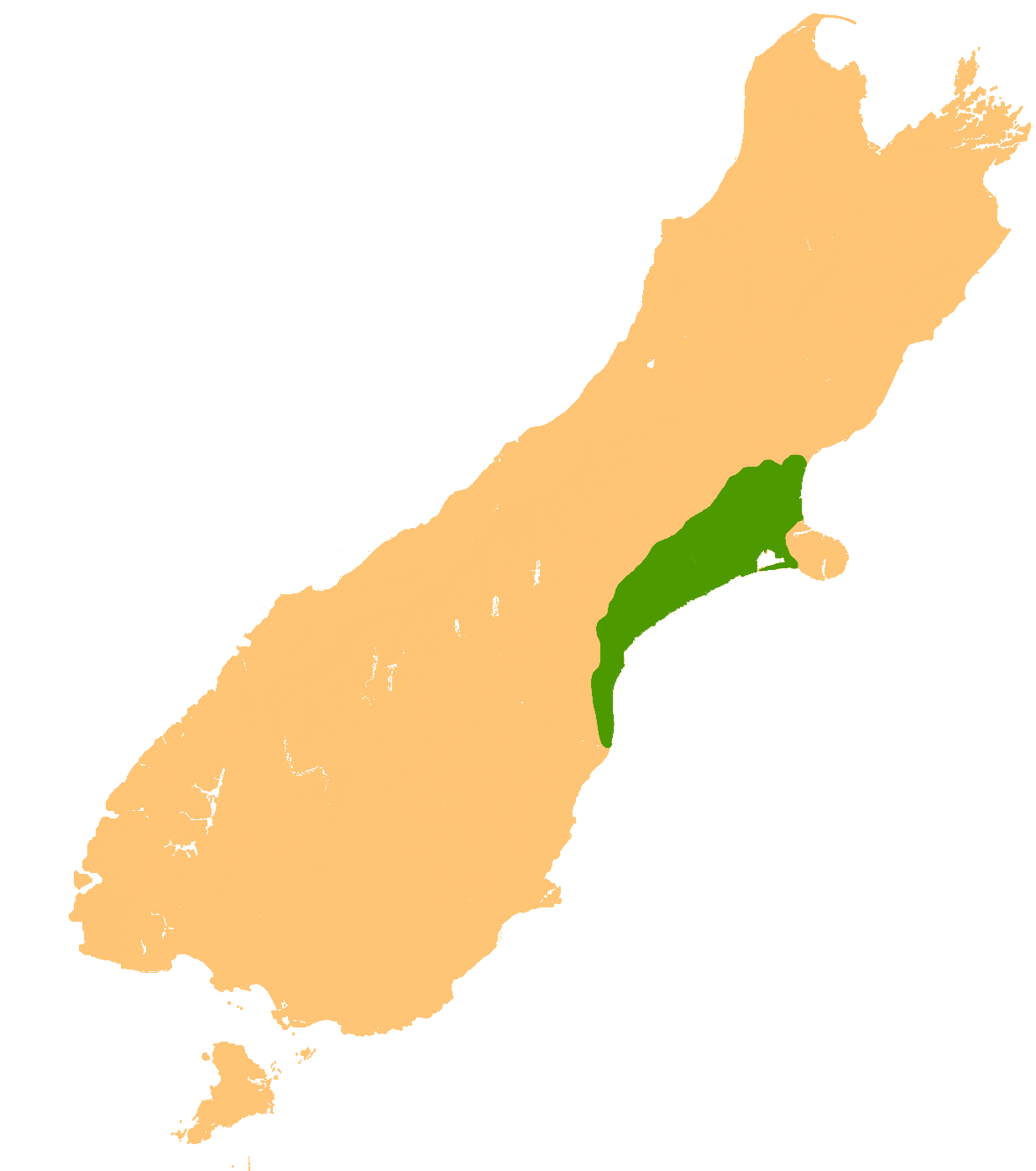
Месторасположение Кентерберийской равнины

Климатические условия: температура ночью в летние месяцы 10-15 °C, днем 15-30 °C. В зимние месяцы ночью температура −4 — +5, днем +6 — +15 °C.
Возникла в результате длительного процесса размывания Южных Альп под воздействием физического выветривания.
Сложена молодыми аллювиальными отложениями и лёссами, мощными галечниками, перекрытыми слоем тонкозернистых песков и глины толщиной до 3 м.
Имеются широкие долины рек ледникового питания — Уаимакарири, Ракайя и Рангитата. Воды этих рек лишь частично заполняют выстланные галькой свои русла.